# Ciomara Morais
Otoniela Ciomara Correia Morais (Benguela, 14 de março de 1984) é uma atriz, modelo e realizadora luso-angolana.
Ficou conhecida pela personagem Salomé Lisboa que interpretou na série portuguesa Morangos com Açúcar. Em 2012, estreou-se na realização com a curta-metragem Encontro com o Criador, de sua autoria.
Em entrevista ao portal iOnline em 2013, disse: «Eu própria sou portuguesa e sou negra. Depois de tantos anos continua a passar-se a imagem de que o português tem de ser branco. (...) Acho que em Portugal nunca fiz uma personagem que fosse portuguesa. (...) Para estares integrado em Portugal tens de esconder tudo o que tens de negro.»
Sendo a mesma angolana com dupla nacionalidade (luso-angolana), a atriz tem ainda raízes macaenses.

## Filmografia

### Televisão
| Ano       | Título              | Papel              | Canal      |
| --------- | ------------------- | ------------------ | ---------- |
| 2005      | Diário de Sofia     | Leonor             | RTP1       |
| 2005-2006 | Morangos com Açúcar | Salomé             | TVI        |
| 2009      | Makamba Hotel       |                    | TV Zimbo   |
| 2009      | Equador             | Masara             | TVI        |
| 2009      | 5 Para a Meia-Noite | Várias personagens | RTP2       |
| 2010      | República de Abril  | Leonor             | RTP1       |
| 2010-2011 | Voo Direto          | Rita               | RTP1 e TPA |
| 2011      | Liberdade 21        | Jessica            | RTP1       |
| 2011      | O Bar do Ti-Chico   | Lola               |            |
| 2013      | Maternidade         | Nené Cassamá       | RTP1       |
| 2014      | Água de Mar         | Mãe de Silvio      | RTP1       |
| 2015      | O Quimbo Cuia       | Odete              |            |
| 2016      | A Única Mulher      |                    | TVI        |
| 2016      | Dentro              | Iara               | RTP1       |
| 2017      | Maison Afrochic     | Neuza              | Mundo Fox  |
| 2018      | Querida Preciosa    | Preciosa           | RTP África |

### Cinema
| Ano  | Título                 | Papel            |
| ---- | ---------------------- | ---------------- |
| 2009 | The Abused             |                  |
| 2009 | As Maltratadas         |                  |
| 2011 | Por Aqui Tudo Bem      | Alda             |
| 2012 | Com Um Pouco de Fé     |                  |
| 2012 | O Grande Kilapy        | Rapariga do Bar  |
| 2012 | Encontro com o Criador | Viúva            |
| 2013 | Camelia de Sangue      | Abeona           |
| 2013 | The Thorn of the Rose  | Linette Oliveira |
| 2013 | Alma                   | Mãe              |
| 2016 | Um Dia/That Day        | Sofia            |
| 2017 | A Ilha dos Cães        | Lena             |

## Teatro
- 2007 - As Histórias da Carochinha, encenação de Francisco Silva
- 2010 - A Balada da Margem Sul como Leonor, encenação de Helder Costa
- 2012 - Vanessa como Vanessa, encenação de Ingrid Fortez